# 炊き出し
炊き出し（たきだし）とは、困窮した状況下にある多数の人を対象として、料理やその他の食料や毛布等の生活用品を無償提供する一連の行動である。

## 概要
炊き出しは貧窮者（ホームレス、失業者、孤児、その他を含む）、被災者、難民、等の、困窮した状況下にある多数の人を対象として、料理やその他の食料や毛布や衣服等の生活用品を無償提供する一連の行動である。英語では "soup kitchen"（en、スープキッチン）がこれに当たる。ボランティア活動の一形態。
戦争・紛争、規模の大きい災害や事故、経済恐慌等が発生したときに行われるものが目立つが、そのような有事の際に行われるものだけを指しはしない。
なお、英語のスープキッチンは仮設と常設を問わないが、日本語における炊き出しはより狭義で用いられ、常設されたものは通常は該当しない。また、英語では、パンやスープを求めて行列ができることから、その行列を指して "breadline"（ブレッドライン）、"soupline"（スープライン）などと呼ぶが、これらはスープキッチンそのものを指すこともある。

## スープキッチン
16世紀末、イギリスでは没落した農民が都市に流入しスラム街を築くようになり、1701年にエリザベス救貧法が制定され、救貧院（労役所）が設立された。救貧院の生活環境は劣悪で、食事はもっぱら何かのスープか粥だった。また、ブルジョアには近所の貧困者に施しをする社会的役割が求められ、ヴィクトリア朝の家政書には貧者に施すためのスープのレシピが記載されていた。
18世紀でイギリス人の科学者であるランフォード伯ベンジャミン・トンプソンは調理に科学的に取り組んで、飢餓を解決するために最小限の出費で最大限の栄養をつけるランフォードスープを開発した。また、燃料効率と排煙を改善する炊き出し用かまどを考案して、最初の本当のスープキッチンを設立した。
18世紀末、小麦の不作による貧困層の危機的な困窮対策として、警察裁判所判事であった社会改革者パトリック・コフーンはスープキッチン（炊き出し、あるいは無料食堂の意味）の設立を提案し、1804年の冬にはロンドン市内の各所で毎週5万人に対して施しのスープを供給した。ただし、教訓的な意味を込めて少額の料金を徴収した。以来、スープキッチンは21世紀の今日に至るまで世界中の災害や飢饉の現場、戦場などで設立されている。

## 日本の炊き出し

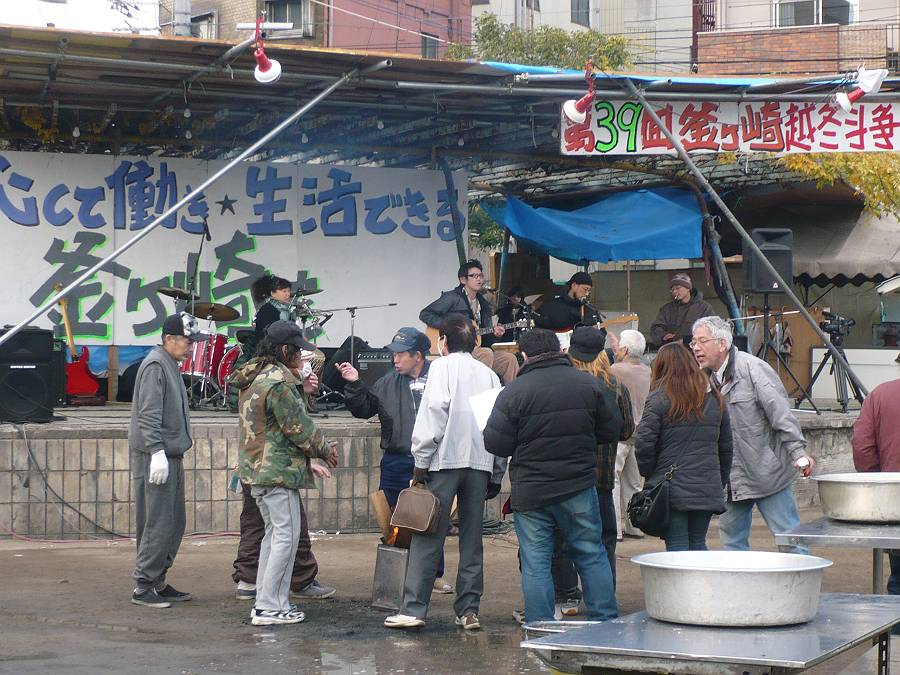
第39回釜ヶ崎越冬闘争（大阪市西成区あいりん地区）

日本の歴史上では近世に至るまで度々飢饉・災害や戦乱が起こったので、かつては粥の炊き出しなど同様の行為が救小屋として寺社による喜捨や自治する領主の令によって実行されていた。

日本語の炊き出しは、元々、火災や震災・水害などで住む家を失った人や、その事後処理に協力した人に対して、周囲の人が飯（米飯）を「炊いて出す」行為を指す語であるが、近年では様々な危機的状況下において飲食物を野外で提供する行為全般を指している。
ただし、防災研究の分野では、災害食の配布や個人やボランティアによる突発的な煮炊きと、組織的な給食支援（炊き出し）は別のフェイズと考えられている。例えば東北地方太平洋沖地震（東日本大震災）の場合、炊き出しの開始は災害発生から約1か月後に始まったとされている。
災害発生時においては、主に避難所に移動してきた住民に対して、また渋滞中の車両のドライバーや同乗者に、運行停止中の鉄道の乗客などに対して行われる。移動可能なコンロを用いて煮炊きした物を、その場で提供することも多い。
都市部のドヤ街などの公園や路上で野宿者などの生活困窮者に炊き出しが年間を通して定期的にボランティア団体、宗教団体、労働団体などから行われている。行政機関が閉まる年末年始に行われる炊き出しを特に越冬闘争という。
提供される食料品は、菓子パンやおにぎり、アルファ化米など主食となるもの、コーヒーやジュースなどの飲料、飴やチョコレートなどの菓子類が無償で提供される。気温が低い状況下では温かい飲料（甘酒や豚汁など）が提供される場合もある。衣類や毛布などの生活用品が配られることや生活、労働、医療等の相談会が同時に行われることもある。
公職選挙法第139条では選挙期間中の飲食物の提供は禁じられているが、地方によっては選挙事務所で応援者に振る舞われる炊き出しが選挙戦の慣例となっている。